# Faneroméni (ort i Grekland, Epirus)
Faneroméni är en ort i Grekland.   Den ligger i prefekturen Nomós Ártas och regionen Epirus, i den centrala delen av landet, 280 km nordväst om huvudstaden Aten. Faneroméni ligger 1 076 meter över havet och antalet invånare är 122.
Terrängen runt Faneroméni är bergig västerut, men österut är den kuperad. Faneroméni ligger uppe på en höjd. Runt Faneroméni är det glesbefolkat, med 14 invånare per kvadratkilometer. Närmaste större samhälle är Filippiáda, 18,8 km sydväst om Faneroméni. I omgivningarna runt Faneroméni växer i huvudsak blandskog.